# شهرستان له ژاردن-دو-ناپیرویل
شهرستان له ژاردن-دو-ناپیرویل (به انگلیسی: Les Jardins-de-Napierville Regional County Municipality) یک منطقهٔ مسکونی در کانادا است که در ناحیه مونترژی واقع شده‌است. شهرستان له ژاردن-دو-ناپیرویل ۸۰۷٫۳۰ کیلومتر مربع مساحت و ۲۶٬۲۳۴ نفر جمعیت دارد.